# Sovětskaja (stanice metra v Samaře)
Sovětskaja (rusky Советская) je stanice samarského metra.

## Charakter stanice
Sovětskaja je podzemní, pilířová, mělce založená stanice s dvěma výstupy (v provozu je pouze jeden, druhý nebyl dokončen a je proto uzavřený). Oba vedou do mělce založených podpovrchových vestibulů, spojení s nástupištěm je pak provedeno pomocí pevných schodišť. Obklad stanice je vzhledem k problémům s financováním na začátku 90. let velmi strohý; sloupy i stěny za nástupištěm jsou obložené bílým mramorem, v podzemních prostorech nejsou umístěny s výjimkou jednoho reliéfu nad vstupem žádné mozaiky či sochy, obvyklé právě v ruských stanicích podzemních drah.
Samarský dopravní podnik otevřel Sovětskou jako součást úseku mezi stanicemi Poběda a Sovětskaja 31. prosince 1992.